# Зельман Ваксман
Зе́льман Абраха́м Ва́ксман (22 липня 1888, Нова Прилука — 16 серпня 1973) — американський біохімік, лауреат Нобелівської премії з фізіології або медицини 1952 року.
Американський науковець — виходець з України, заслужив право називатися «одним із найвидатніших благодійників людства».

## Біографія

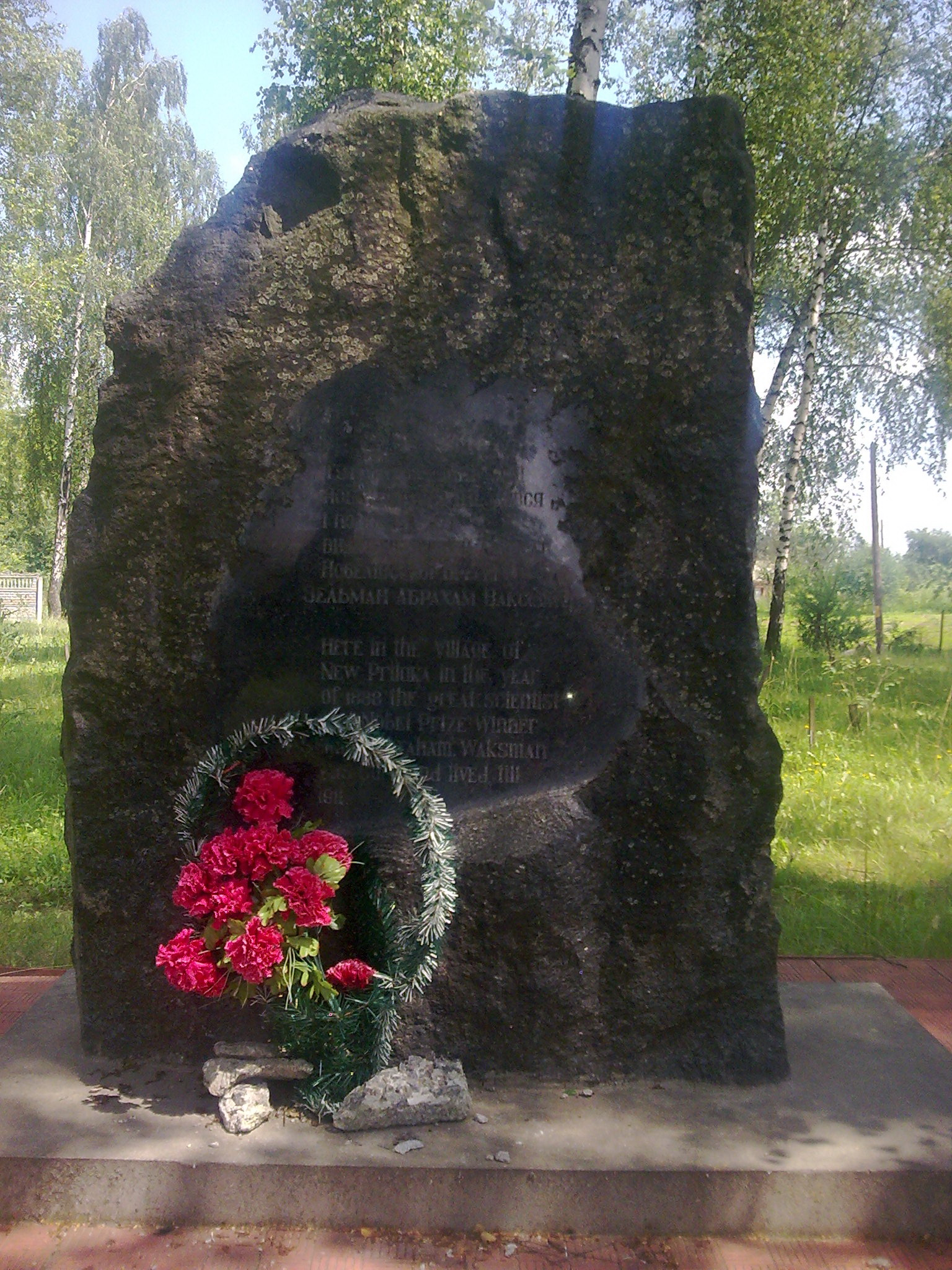
Меморіал у рідному селі Нова Прилука

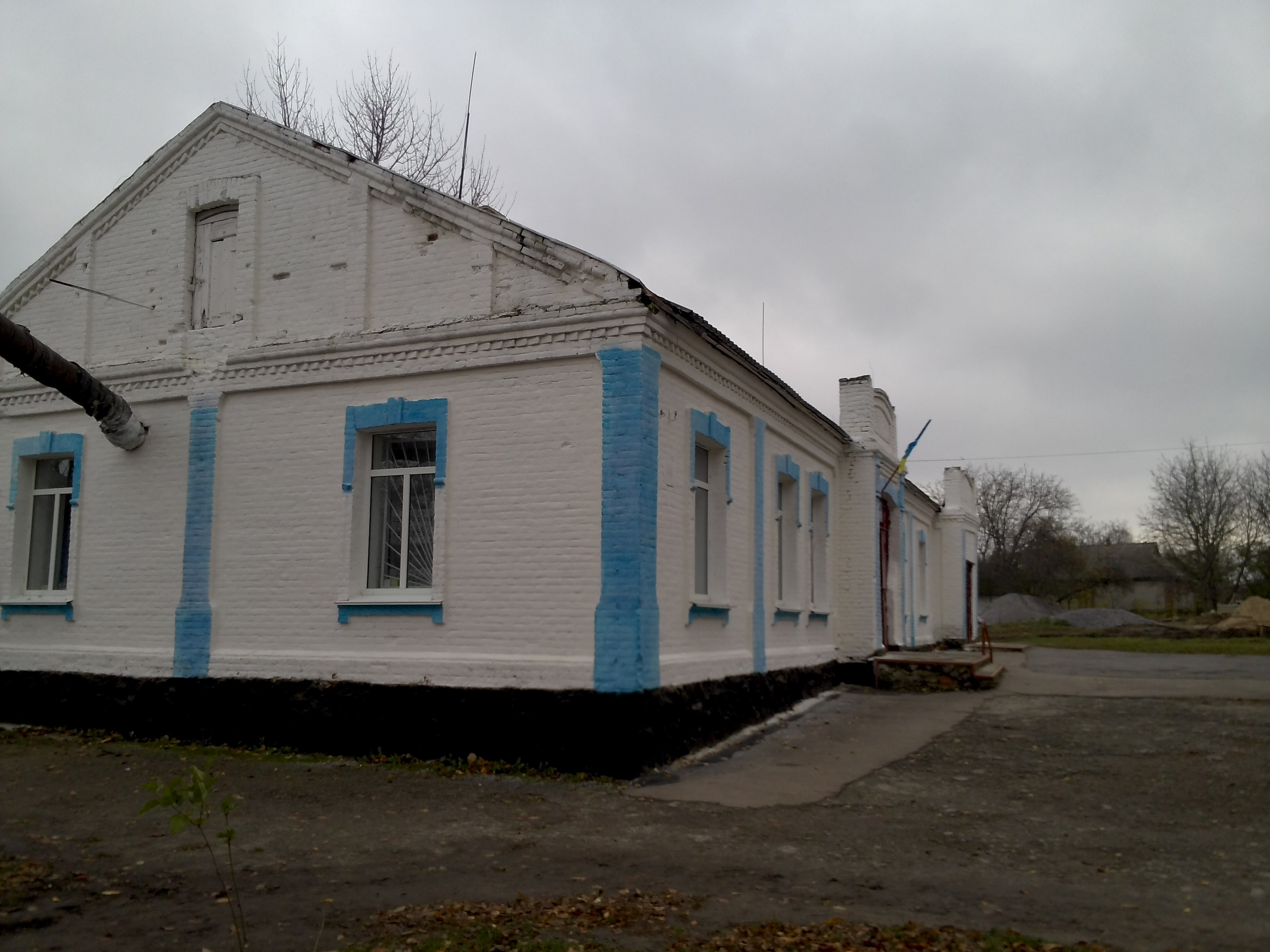
Будівля Новоприлуцької школи, де колись був хедер, у якому навчався Зельман Ваксман

Народився 20 липня 1888 року в містечку Нова Прилука Липовецького повіту на Київщині. Дата народження в літературі називається різна (2 або 22 липня), але 20 липня вказується у власноручній біографії. Його мати, Фредія (Лондон) Ваксман, була власницею промтоварного магазину, а батько, Яків Ваксман, орендарем земельної ділянки. Згідно з даними Всеросійського перепису 1897 року проживав разом із батьками та однорічною сестрою. Закінчив місцевий хедер (єврейська початкова релігійна школа) та у такий спосіб розпочав свій шлях «нагору» в науці. Мати запросила репетиторів, після занять з якими він був прийнятий в Одеську гімназію. Через рік після смерті матері, у 1910 році, Зельман захистив диплом. Мріючи одержати університетську освіту, Ваксман емігрував у США, після того як зібрав достатню кількість грошей для поїздки.
Після прибуття у Філадельфію у 1911 р. він на якийсь час зупинився у своїх сестер, які володіли фермою недалеко від Метьючена (штат Нью-Джерсі). До того часу у Ваксмана вже проявився інтерес до біології, та, як він згадував згодом, життя на фермі вселило в нього «бажання з'ясувати хімічні й біологічні механізми землеробства та його основні принципи». «Поруч із землею я вирішив шукати відповідь на численні питання про циклічність життя в природі, що почали повставати переді мною», — говорив він. Щоб одержати відповіді на ці питання, Ваксман поступив у сільськогосподарський коледж, у якому почав вивчати мікробіологію ґрунту, та у 1915 році одержав ступінь магістра природничих наук; у цьому ж році він став громадянином США. Протягом усієї своєї наукової кар'єри Ваксман завжди цікавився екологією ґрунтових мікроорганізмів та їхньою взаємодією. Його перша наукова праця містила перелік різних мікроорганізмів та їхніх комбінації, включаючи велику групу актиноміцет. Навіть у наш час[коли?] роль актиноміцет у формуванні та родючості ґрунту цілком не з'ясована; у той час, коли Ваксман почав дослідження мікробіології ґрунту, мікроорганізми практично не брали до уваги. Перші ж експерименти переконали його в тому, що актиноміцети мають важливе значення, але він поки не міг використовувати біохімічні методи для продовження цієї роботи. Закінчивши вивчення хімії ферментів як студент-дослідник у Каліфорнійському університеті в Берклі, у 1918 році Ваксман одержав ступінь доктора філософії. Він повернувся у Ратгерс, де спочатку читав лекції, а в 1925 році був призначений професором, у 1931 році — професором із мікробіології ґрунту й у 1943 році — професором мікробіології.
У Ратгерсі Ваксман став провідним спеціалістом в області мікробіології ґрунту — науки, що із простого нагромадження уривчастих спостережень перетворилася на наукову дисципліну. Займаючись одночасно викладанням, підготовкою наукових та популярних публікацій, він продовжував дослідження з біохімії ґрунту та взаємозв'язків між організмами у процесі його формування. У 1932 році Американська національна асоціація боротьби з туберкульозом звернулася до Ваксмана з проханням вивчити процес руйнування збудника туберкульозу в ґрунті. Він зробив висновок, що за цей процес відповідальні мікроорганізми-антагоністи. До 1939 року Ваксман вирішив розгорнути нову програму, що стосується використання його досліджень з мікробіології ґрунту для лікування хвороб людини. «Я відчував на своєму досвіді, що гриби й актиноміцети можуть бути значно ефективнішими джерелами антибактеріальних засобів, ніж звичайні бактерії», — заявив він пізніше.
Іншою причиною його нової дослідницької програми була Друга світова війна, «що майоріла на обрії, — говорив Ваксман, — що диктувала необхідність створення нових препаратів для контролю над різними інфекціями й епідеміями, котрі могли виникнути».
Протягом наступних чотирьох років Ваксман та його колеги досліджували близько 10 тисяч різних ґрунтових мікроорганізмів у пошуках антибіотиків, що могли б руйнувати бактерії, не заподіюючи шкоди людині. У 1940 році дослідницька група виділила актиноміцин, котрий виявився високотоксичним антибіотиком. Через два роки науковці відкрили стрептотріцин — антибіотик, високоефективний щодо збудника туберкульозу. У 1943 році дослідники знайшли стрептоміцин у штамі актиноміцет, виділених під час роботи Ваксмана над першою науковою статтею. Після декількох років тестування та доробки у 1946 році стрептоміцин стали широко використовувати. Цей препарат виявився особливо цінним, через те, що був ефективним щодо бактерій, стійких до сульфаніламідних препаратів та пеніциліну. Хоча розпочаті державною охороною здоров'я заходи зменшили частоту виникнення туберкульозу, це захворювання до появи стрептоміцину та відкриття у 1950-х рр. ще ефективніших антибіотиків становило серйозну проблему. Одержання стрептоміцину спонукало інших дослідників до виділення з мікроорганізмів ґрунту, особливо актиноміцет, нових видів. Феноменальне збільшення числа цих лікарських засобів, виділених починаючи з 1950 року, є значною мірою результатом програм, створених зусиллями Ваксмана.
У 1952 році Зельман Ваксман був нагороджений Нобелівською премією «за відкриття стрептоміцину, першого антибіотика, ефективного при лікуванні туберкульозу». У промові при врученні премії Арвід Волгрен з Каролінського інституту відзначив, що «на відміну від відкриття пеніциліну професором Александером Флемінгом, що було значною мірою зумовлене випадком, одержання стрептоміцину було результатом тривалої, систематичної та невтомної праці великої групи науковців». Відзначивши, що стрептоміцин врятував уже тисячі людських життів, Волгрен вітав Ваксмана як «одного з найбільших благодійників людства».
У 1916 році Ваксман одружився з Бертою Деборою Мітник, яка також емігрувала з його рідного села Нова Прилука; у них народився син. Ваксмана характеризували як «мудру, по-батьківськи турботливу людину», який заряджав своїх колег та студентів ентузіазмом. Після виходу у 1958 році на пенсію з Ратгерського університету він продовжував писати статті та читати лекції про антибіотики у різних містах Америки, залишаючись головою американських учених, що займалися мікробіологією ґрунту.
У 1950 році Ваксман став кавалером ордену Почесного легіону. Йому були присуджені почесні докторські ступені Льєзького та Ратгерського університетів; він був членом Національної академії наук США, Національного дослідницького товариства, Товариства американських бактеріологів, Американського наукового ґрунтознавчого товариства, Американського хімічного товариства та Товариства експериментальної біології і медицини.
Зельман Ваксман помер 16 серпня 1973 року у Вудс-Хоул (штат Массачусетс).

## Основний творчий набуток
Нобелівська премія у галузі фізіології або медицини (1952) «за відкриття стрептоміцину — першого антибіотика, ефективного при лікуванні туберкульозу».
Свою наукову працю науковець присвятив дослідженню екології ґрунтових мікроорганізмів та взаємодії між ними, зокрема, актиноміцет. Грибки-актиноміцети, які стали для З. Ваксмана «улюбленцями», принесли йому світову славу (серед наукових праць вченого особливе місце посідає 3-томна монографія «Актиноміцети»). Науковець відкрив «санітарні» властивості ґрунтових мікроорганізмів-антагоністів. 1932 — Американська національна асоціація боротьби з туберкульозом звернулася до З. Ваксмана з пропозицією вивчити процес розкладу палички туберкульозу (палички Коха). 1940 — науковець разом з однодумцями відкрив стрептоміцин — високоефективний у протидії збудникам туберкульозу. Було виділено низку антибіотиків. А такі препарати, як стрептоміцин, неоміцин, актиноміцин та кандинецин широко використовують у сучасній лікувальній практиці та ветеринарії.
З. Ваксман заснував Інститут мікробіології і став його першим директором (1949). Створив цілу групу антибіотиків (З. Ваксман — автор цього нині поширеного терміна).
Науковець був добре знайомий з теорією антагонізму між мікроорганізмами, автором якої був харків'янин І. Мечников (теж лауреат Нобелівської премії).

## Наукові праці
З. Ваксман — автор та співавтор понад 400 наукових статей та 28 книг. Серед них:
- Enzymes (1926)
- Humus: origin, chemical composition, and importance in nature (1936, 1938)
- Principles of Soil Microbiology (1938)
- My Life with the Microbes (1954) (автобіографія)